# Густав Блідстрем
Гу́став Блі́дстрем (швед. Gustaf Blidström) — шведський гобоїст та композитор. Потрапив у російський полон після поразки під Полтавою. До укладення Ніштадтського миру 1721 року перебував у Тобольську (разом із кількома тисячами інших шведських та українських полонених). Його діяльність сприяла пожвавленню музичного життя в Сибіру. Повертаючись до Швеції, вивіз нотну колекцію, в якій були як його власні твори, так і записані з пам’яті популярні композиції тих часів. На межі XX та XXI століть цей зошит був розшуканий шведськими музикознавцями, а музика Блідстрема повернена до життя завдяки зусиллям двох ансамблів старовинної музики — шведського «Laude novella» (м. Охус) та сибірського «Insula magica» (м. Новосибірськ).